# Rayan Benatia
Rayan Zakaria Benatia (21 de marzo de 2003) es un deportista argelino que compite en judo. Ganó una medalla de bronce en el Campeonato Africano de Judo de 2025, en la categoría de –100 kg.

## Palmarés internacional
| Campeonato Africano | Campeonato Africano      | Campeonato Africano | Campeonato Africano |
| Año                 | Lugar                    | Medalla             | Categoría           |
| ------------------- | ------------------------ | ------------------- | ------------------- |
| 2025                | Abiyán (Costa de Marfil) | Medalla de bronce   | –100 kg             |